# Подоляк Роман Михайлович
Роман Михайлович Подоляк (нар. 21 квітня 1993) — український футболіст, захисник стрийської «Скали».

## Клубна кар'єра
Вихованець львівського УФК. У 2010 році виступав у Прем'єр-лізі Львівської області за «Нафтусю» (Східниця). Того ж року отримав запрошення до львівських «Карпат», за які виступав протягом п’яти сезонів (спочатку за «Карпати-2», а згодом за дубль і U-21).. Проходив збори з першою командою «зелено-білих», проте пробитися в основну команду «Карпат» гравцю не вдалося. На початку січня 2014 року відправився на перегляд до клубу вищого дивізіону молдовського чемпіонату «Веріс», але команді не підійшов й повернувся в Україну.
Взимку 2014 року підписав контракт з «Буковиною». Дебютував за чернівецьку команду 29 березня 2014 року в нічийному (1:1) домашньому поєдинку 21-о туру Першої ліги проти донецького «Олімпіка». Роман вийшов на поле в стартовому складі та відіграв увесь матч. Єдиним голом у футболці буковинців відзначився 12 квітня 2014 року на 12-й хвилині переможного (2:0) домашнього поєдинку 23-о туру Першої ліги проти алчевської «Сталі». Подоляк вийшов на поле в стартовому складі, а на 66-й хвилині його замінив Олександр Лисюк. За підсумками 23-о туру Першої ліги потрапив до символічної «збірної туру» за версією інтернет-видання UA-Футбол на позиції центрального захисника. У футболці «Буковини» в першій лізі зіграв 4 матчі та відзначився 1 голом.
В липні 2014 року перейшов до стрийської «Скали». Дебютував за стрийську команду 26 липня 2014 року в переможному (1:0) домашньому поєдинку 1-о туру Другої ліги проти «Черкаського Дніпра». Роман вийшов на поле в стартовому складі та відіграв увесь матч. Дебютним голом за чернівецьку команду відзначився 1 листопада 2014 року на 76-й хвилині нічийного (1:1) виїзного поєдинку 15-о туру Другої ліги проти херсонського «Кристалу». Подоляк вийшов на поле в стартовому складі та відіграв увесь матч, а на 85-й хвилині отримав жовту картку. На початку грудня 2014 року разом з двома одноклубниками відправився на перегляд до одного з клубів іранської Про ліги, але до підписання контракту справа так і не дійшла. У сезоні 2014/15 років потрапив до символічної збірної першого півріччя за версією інтернет-видання Football.ua під номером 3 на позиції центрального захисника. У складі стрийського клубу в Першій та Другій лігах чемпіонату України зіграв 45 матчів та відзначився 4-а голами, ще 2 поєдинки провів у кубку України. 
Під час зимової перерви сезону 2016/17 років у «Скали» почалися фінансові проблеми й Роман, разом з партнерами по команді, отримав статус вільного агента й можливість самостійно займатися своїм працевлаштуванням. Тому другу половину сезону 2016/17 років Подоляк відіграв в аматорському клубі «Калуш» в чемпіонаті Івано-Франківської області (6 матчів, 3 голи).
Напередодні початку старту сезону 2017/18 років повернувся до «Скали». Дебютував у футболці стрийського клубу 30 липня 2017 року в програному (0:1) домашньому поєдинку Другої ліги проти волочиського «Агробізнесу». Роман вийшов на поле в стартовому складі та відіграв увесь матч. Дебютним голом у складі «Скали» відзначився на 62-й хвилині програного (1:3) виїзного поєдинку 15-о туру Другої ліги проти вінницької «Ниви-В». Подоляк вийшов на поле в стартовому складі та відіграв увесь матч.

## Стиль гри
Основна позиція — центральний захисник. Серед ігрових якостей слід відмітити гру головою, непоступливість на футбольному полі, вміння правильно вибрати позицію, що дозволяє випередити суперника і не дати йому можливість заволодіти м’ячем, а також потужний удар з правої ноги.